# موریا جفرسون
موریا جفرسون (انگلیسی: Moriah Jefferson؛ زادهٔ ۸ مارس ۱۹۹۴) بازیکن بسکتبال اهل ایالات متحده آمریکا است.
وی در مسابقات کشوری و بین‌المللی در مجموع برندهٔ ۲ مدال طلا، ۱ مدال نقره شده‌است.